# Homalko
Homalko (Xwémalhkwu, Homalco, Em-alcom, Qoē’qomatlxo), pleme salishan Indijanaca iz skupine Comox, čiji se plemenski teritorij nalazi na Bute Inletu u kanadskoj provinciji Britanska Kolumbija. Populacija im je 1908. iznosila 89.
Danas se službeno vode kao Xwemalhkwu Indian Band. Govore istočnim dijalektom jezika Éy7á7juuthem.